# Rote-Fahne-Kanal

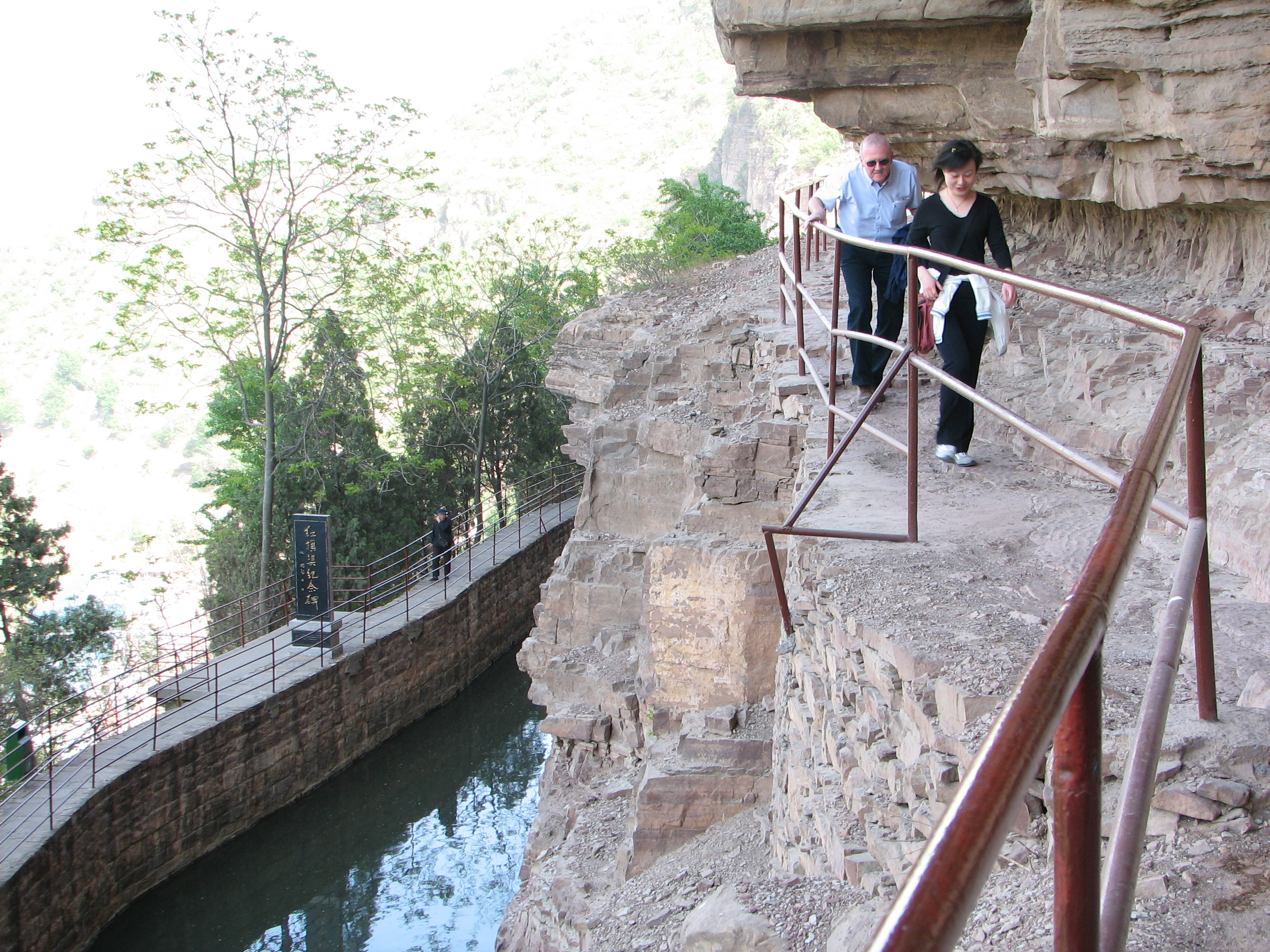
Rote-Fahne-Kanal

Der Rote-Fahne-Kanal oder Hongqi-Kanal (chinesisch 红旗渠, Pinyin Hóngqíqú, W.-G. Hung-ch'i ch'ü, englisch Red Flag Canal) auf dem Gebiet der chinesischen Stadt Linzhou im „Dreiländereck“ der Provinzen Henan, Shanxi und Hebei.
Der Hauptkanal ist ca. 71 km lang. Das Kanalnetz zählt mit Nebenkanälen und Bewässerungskanälen insgesamt über 1.500 km.
Der Kanal steht seit 2006 auf der Liste der Denkmäler der Volksrepublik China (6-990).

## Geschichte
Der Kanal wurde von Ende 1959 bis 1969 erbaut, um das trockene Gebiet des Kreises Lin (Línxiàn 林县) (heute Linzhou) am Fuße des Taihangshan westlich von Anyang zu bewässern. Er zählt zu den Wasserbaumaßnahmen, die während des Großen Sprungs nach vorn geplant und begonnen wurden. Angeblich wurden in der Woche vom 12. Dezember 1959 mehr Erdmassen bewegt als während des gesamten Baues des Panamakanals.

## Einzelbelege
1. ↑  Red Flag Canal (englisch)
2. ↑  红旗渠 (Memento vom 21. Januar 2014 im Internet Archive) (chinesisch)
3. ↑  Judith Shapiro: Mao's war against nature - Politics and the Environment in Revolutionary China. Cambridge University Press, 2001, S. 79. ISBN 0-521-78680-0.

Koordinaten: 36° 21′ 12″ N, 113° 45′ 34″ O